# Vodice, Smederevska Palanka
Vodice (izvirno srbsko Водице) je naselje v Srbiji, ki upravno spada pod Občino Smederevska Palanka; slednja pa je del Podonavskega upravnega okraja.

## Demografija
V naselju živi 745 polnoletnih prebivalcev, pri čemer je njihova povprečna starost 42,1 let (40,2 pri moških in 44,1 pri ženskah). Naselje ima 296 gospodinjstev, pri čemer je povprečno število članov na gospodinjstvo 3,14.
To naselje je, glede na rezultate popisa iz leta 2002, večinoma srbsko.
|  |

| Demografija | Demografija     | Demografija     |
| Leto        | Št. prebivalcev | Št. prebivalcev |
| ----------- | --------------- | --------------- |
|             |                 |                 |
|             |                 |                 |
|             |                 |                 |
|             |                 |                 |
| 1948        | 1050            |                 |
| 1953        | 1098            |                 |
| 1961        | 1186            |                 |
| 1971        | 1083            |                 |
| 1981        | 1068            |                 |
| 1991        | 1011            | 960             |
| 2002        | 1033            | 930             |
|             |                 |                 |

| Etnična sestava po popisu iz leta 2002 | Etnična sestava po popisu iz leta 2002 | Etnična sestava po popisu iz leta 2002 | Etnična sestava po popisu iz leta 2002 | Etnična sestava po popisu iz leta 2002 |
| -------------------------------------- | -------------------------------------- | -------------------------------------- | -------------------------------------- | -------------------------------------- |
| Srbi                                   | Srbi                                   |                                        | 881                                    | 94,73%                                 |
| Romi                                   | Romi                                   |                                        | 26                                     | 2,79%                                  |
| Črnogorci                              | Črnogorci                              |                                        | 9                                      | 0,96%                                  |
| Jugoslovani                            | Jugoslovani                            |                                        | 3                                      | 0,32%                                  |
| Hrvati                                 | Hrvati                                 |                                        | 1                                      | 0,10%                                  |
| Slovenci                               | Slovenci                               |                                        | 1                                      | 0,10%                                  |
| Muslimani                              | Muslimani                              |                                        | 1                                      | 0,10%                                  |
| Madžari                                | Madžari                                |                                        | 1                                      | 0,10%                                  |
| Makedonci                              | Makedonci                              |                                        | 1                                      | 0,10%                                  |
| Neznano                                | Neznano                                |                                        | 5                                      | 0,53%                                  |